# Eltendorf
Eltendorf est une commune autrichienne du district de Jennersdorf dans le Burgenland.